# Kathy Poohachof
Kathy Poohachof (...) è un'ex sciatrice alpina statunitense paralimpica. Ha rappresentato gli Stati Uniti alle Paralimpiadi invernali del 1980 a Geilo, in Norvegia, e quelle del 1984 a Innsbruck, in Austria. In totale, ha vinto cinque medaglie d'argento nello sci alpino..

## Carriera
Alle Paralimpiadi invernali di Geilo 1980, con un tempo di 2:42.5, Poohachof si è piazzata al 2º posto nella gara di slalom gigante 3A; al 1º posto la connazionale Cindy Castellano, oro con 2:39.58 e al 3° l'atleta svizzera Franciane Fischer in 2:52.27, medaglia di bronzo.
Quattro anni più tardi, alle Paralimpiadi di Innsbruck 1984, Poohachof ha vinto la medaglia d'argento in quattro discipline: discesa libera LW6/8 (tempo realizzato 1:09.20, davanti a lei la svedese Gunilla Ahren, oro in 1:09.20, sul podio anche l'atleta austriaca Gerlinde Dullnig, medaglia di bronzo in 1:22.81), slalom gigante LW6/8 (gara conclusa in 1:31.34), slalom speciale LW6/8 (tempo ottenuto 1:17.04) e supercombinata LW6/8 (con un tempo di 1:08.90)

## Palmarès

### Paralimpiadi
- 5 medaglie:
  - 5 argenti (slalom gigante 3A a Geilo 1980; discesa libera LW6/8, slalom gigante LW6/8, slalom speciale LW6/8 e supercombinata LW6/8 a Innsbruck 1984)